# ベイビー・フェイス・ウィレット
ベイビー・フェイス・ウィレット（Baby Face Willette、1933年9月11日 - 1971年4月1日）は、アメリカ合衆国のジャズ・ミュージシャン。ハモンドオルガンを演奏してビバップ、ハード・バップやソウル・ジャズの分野で活動した。ジミー・スミスの活動に触発されているが、演奏様式はゴスペルやソウル・ジャズに色濃く影響されている。出身地が、アーカンソー州のリトルロックなのか、それともルイジアナ州のニューオーリンズなのかは未だに定かでない。ブルーノート・レコードに録音を残している。ジミー・スミスやブラザー・ジャック・マクダフ、ジミー・マクグリフとともに、ソウル・ジャズ、オルガン・ジャズの代表格とされている。

## 略歴
父親は聖職者で、宣教師の母親は教会でピアノを弾いていた。したがってウィレットの音楽のルーツはゴスペルだった。
ピアノを独学すると、さまざまなゴスペル・グループのためにピアノで伴奏を付けるようになり、早くからアメリカ国内だけでなく、カナダやキューバで演奏旅行を行なった。シカゴにおいて、ゴスペルやリズム・アンド・ブルースから、ジャズ・バンドでの演奏に転身することを決意する。キング・コラックスやジョー・ヒューストン、ジョニー・オーティス、ビッグ・ジェイ・マクニーリーのそれぞれの楽団でピアニストを経験した後、オルガニストに転向する。1960年にニューヨーク入りしてルー・ドナルドソンとグラント・グリーンに出逢い、ブルーノート・レコードの数回のセッションで2人と共演した。その結果、ブルーノート・レコードと契約することになり、デビュー・アルバムの『フェイス・トゥ・フェイス』を録音した。1963年には自身のトリオを結成して、アーゴ・レーベルに2枚のアルバムを遺している。
ニューヨークとカリフォルニアで倹しい生活を送った後、家族の待つシカゴに戻らざるを得なくなり、1971年に同地で夭折した。

### 私生活
- プロの美容師でもあった。
- ニューヨークに進出するまではミルウォーキーの外れに拠点を置いて、歌手でもあった妻ジョー・ギブソンといくつかのクラブで共演した。
- ケヴィン・ベイリー（Kevin D. Bailey）という名の息子がいる。

## ディスコグラフィ

### リーダー・アルバム
- 『フェイス・トゥ・フェイス』 - Face to Face (1961年、Blue Note)
- 『ストップ・アンド・リッスン』 - Stop and Listen (1961年、Blue Note)
- 『モー・ロック』 - Mo' Rock (1964年、Argo)
- 『ビハインド・ジ・エイト・ボール』 - Behind the 8 Ball (1965年、Argo)

### 参加アルバム
- ルー・ドナルドソン : 『ヒア・ティス』 - Here 'Tis (1961年、Blue Note)
- グラント・グリーン : 『グランツ・ファースト・スタンド』 - Grant's First Stand (1961年、Blue Note)